# 小行星18581
小行星18581（18581 Batllo）是一颗绕太阳运转的小行星，为主小行星带小行星。该小行星于1997年12月7日发现。

## 轨道参数
小行星18581的轨道半长轴为2.3551195 UA，离心率为0.047。